# Северное Причерноморье
Се́верное Причерномо́рье (укр. Півні́чне Причорномо́р'я) — название северных земель Причерноморья.
Понятие «широкой полосы степей и лесостепей» северного побережья Чёрного и Азовского морей часто встречается в исторической литературе. На протяжении ранней, античной и средневековой истории регион, в силу особенностей своего рельефа (широкие равнины и степи, относительно тёплый климат), служил главным транзитным коридором для кочевых народов различного происхождения. В настоящее время Северное Причерноморье разделено между Молдавией, Румынией, Украиной, и Россией. Россия занимает территории, где в античный период были такие города как Танаис, Баты, Фанагория, Гермонасса, Синдика и ряд других. На территорию Украины приходится 80 % площади региона.

## География

### Географические границы
Южной границей региона является Чёрное море, а северной — пространная область причерноморских степей и лесостепей. На западе границей Северного Причерноморья является низовье Дуная, течение реки Прут и верхнее течение Днестра. Восточной границей региона являются северные отроги Кавказского хребта, среднее течение реки Кубани, река Егорлык и течение реки Дона.
Северное Причерноморье — особый регион Европы географически, климатически и культурно. Собственно причерноморьем в современном виде регион стал относительно недавно. Менее чем 10000 лет назад границы Чёрного моря, а вернее озера, были менее обширными и питалось оно только реками (в основном Дунаем). После крупнейшего землетрясения воды Средиземного моря через Босфор проникли в Чёрное, существенно увеличив его площадь и солёность, затопив устья рек Днепр, Дон, Южный Буг, Днестр и других. Северное Причерноморье сложено в основном глинами, песчаниками и аллювиальными наносами рек. Преобладающий ландшафт — степи, на севере — лесостепи, в низовьях Днепра располагается и единственная в Европе пустыня. У кромки моря многочисленны солёные лиманы. Северное Причерноморье начинается от устья Дуная (включая Добруджу) и заканчивается в районе Анапы. Северная его граница определена полосой степей и лесостепей, как правило это 200—250 километров к северу от береговой линии.

### Климат
Климат региона в античное время был несколько более суровым и прохладным, чем в настоящее время. Так античный историк Геродот писал: «Вообще, там погода совершенно отличная от других стран: когда в других местах дождливая пора, там дождей почти нет, а летом, напротив, очень сильные… гроза зимой вызывает изумление, как чудо; так же и землетрясения (летом или зимой) в Скифии считаются диковиной». Об относительной суровости климата региона в античную эпоху говорит и Страбон: лёд в Керченском проливе в данную эпоху замерзал до линии Акра — Корокондама, а зимой по льду пролива из Пантикапея в Фанагорию переезжали на повозках, так что по нему возможно было «не только морское путешествие, но и сухопутное».
Свидетельства античных авторов об особенностях климата Северного Причерноморья в данную эпоху подтверждается современной наукой: считается, что температура климата Северного Причерноморья в эпоху VII—VI вв. до н. э. была на 1,5—2° ниже, чем сейчас. Климат той эпохи был значительно более влажным, чем современный, причём выпадающие осадки в области Северного Причерноморья отличались известной неравномерностью распределения (гетерохронность увлажнения), таким образом климат гумидной зоны лесов и лесостепей региона был более влажным, чем засушливый климат аридной зоны степей. В эпоху античности уровень Чёрного моря был значительно ниже современного: регрессия Чёрного моря составила по разным оценкам от 2-3 до 9-10 метров. Изменение уровня моря повлияло и на береговую линию, отличавшую от современной, в особенности по берегам Керченского пролива. Некоторые реки, впадающие в Чёрное море, текли в античную эпоху по другим руслам, чем сейчас и впадали в море в местах, отдалённых от их современных устьев. Так Кубань (Гипанис, он же Антикит), впадала в древности не в Азовское море, а в северную часть Керченского пролива, делясь на множество рукавов и образуя болотистую кубанскую дельту. Таманский полуостров в этот период представлял собой группу более или менее сильно заболоченных островов.
Большая часть Северного Причерноморья во времена Геродота представляла собой «богатую травой и хорошо орошаемую равнину», за исключением лишь гор Тавра в Крыму и предгорий Северного Кавказа на северо-востоке. Побережье региона было сильно изрезанно, с большим числом заливов и бухт, удобных для устройства гаваней и каботажного судоходства. При большом количестве крупных рек, таких как Дунай, Прут, Днестр, Южный Буг, Днепр, Дон, Кубань и др., регион отличался засушливостью, поэтому во внутренних засушливых районах развивалось преимущественно скотоводство, а не продуктивное земледелие. В приморской части региона, а также в устьях и нижнем течении крупных рек были в наличии все условия для выращивания субтропических культур, привычных для греков (винограда и других, за исключением только оливкового дерева), а также злаков (пшеница, ячмень, просо), овощей. Чёрное и Азовское моря, лиманы и реки, в них впадающие, по данным античных авторов были богаты рыбой самых ценных пород..

## История

### Родо-племенной строй
Регион Северного Причерноморья был освоен человеком сравнительно рано (о чём свидетельствуют археологические раскопки скифских курганов). Меоты, зихи, гениохи были предантичными племенами, обитавшими в Северном Причерноморье, о которых сообщили античные историки и географы. Меоты и зихи — племена, которые участвовали в этногенезе современных адыгов (кабардинцев, черкесов). Занимались они в основном скотоводством, но имели относительно развитую материальную культуру и контактировали со средиземноморским регионом.

### Античность
Крупные и весомые в политико-экономическом отношении государственные образования появились в Северном Причерноморье только во времена античности (не ранее V века до н. э.), как дочерние колониальние образования цивилизаций Средиземноморья — древнегреческих городов-государств. Так в ходе древнегреческой колонизации, здесь были основаны ряд городов-колоний — Ольвия, Херсонес, Танаис и многие другие. Объединение некоторых из них в союзы привело к образованию Боспорского царства. Позднее, около II века н. э., они перешли под контроль римского государства, но продолжали, за исключением, может быть романизированных Том, сохранять эллинистический характер.
В V—IV веках до н. э. Северное Причерноморье было одним из главных экспортёров хлеба в Аттику и другие регионы Средиземноморья, только из Боспорского царства поступало 670 тысяч медимнов в год. В то же время вывоз рабов из региона не был массовым.

## Список городов Северного Причерноморья
Из-за засушливости степей, большинство коренного населения региона всегда вело кочевой или полукочевой образ жизни, а городское население было всегда сосредоточено непосредственно у берега Чёрного и Азовского морей и состояло в основном из средиземноморских колонистов и их потомков. Население городов на протяжении античного и отчасти средневекового этапа состояло из греков и эллинизированных племён, рабов, а также местного населения (синды, меоты, зихи, гениохи).

### Античные
- Синдика
- Гермонасса

- Борисфен
- Ольвия
- Тира (Офиусса)
- Тамы
- Истрия
- Калос-Лимен
- Керкинитида
- Танаис
- Успа
- Наварис
- Эксополь
- Никоний

#### Боспорское царство
- Пантикапей
- Мирмекий
- Порфмий
- Тиритака
- Китей
- Киммерик
- Гермисий
- Ахиллий
- Киммерий
- Фанагория
- Кепы
- Патрей
- Корокондама
- Горгиппия
- Бата
- Нимфей

### Средневековые
- Корчева (ныне — Керчь)
- Ак-Мечеть (ныне — Симферополь)
- Измаил
- Аккерман (ныне — Белгород-Днестровский)
- Хаджибей (ныне — Одесса)
- Олешье
- Алёшки (Олешки)
- Перекоп
- Кафа (ныне — Феодосия)
- Ени-Кале
- Бахчисарай
- Азак (средневековый город)(Тана) (ныне — Азов)
- Гёзлев (ныне — Евпатория)
- Сурож (ныне — Судак)

### Современные

#### Украина
- Алёшки (Олешки)
- Измаил
- Килия
- Вилково
- Белгород-Днестровский
- Черноморск
- Одесса
- Николаев (Усть-Ингул)
- Херсон
- Скадовск

##### Северное Приазовье
- Геническ
- Мелитополь
- Приморск
- Бердянск
- Мариуполь

##### Крым
- Красноперекопск
- Евпатория
- Саки
- Севастополь
- Балаклава
- Бахчисарай
- Симферополь
- Ялта (с Гурзуфом и Алупкой)
- Алушта
- Судак
- Феодосия
- Керчь
- Джанкой
- Черноморское
- Армянск

#### Румыния
- Констанца

#### Россия
- Анапа
- Новороссийск
- Геленджик
- Азов
- Таганрог

## Список государств Северного причерноморья
Киммерийцы→Синдика→Скифия→Сарматия→Готы (Черняховская культура)→Гунны→Анты→Аварский каганат→Западно-тюркский каганат→Великая Булгария→Хазарский каганат→Печенеги→Тмутараканское княжество→Половцы→Монгольская империя→Золотая Орда→Белая Орда(Мамай)→Великое княжество Литовское→Крымское ханство→Запорожская сечь→Российская империя→РСФСР→СССР (УССР)→Российская Федерация→Украина

### Племена
- Славяне (славянский язык (болгарский, русский))
- Киммерийцы (ираноязычные)
- Зихи
- Гениохи
- Меоты, Синды, Дандарии, Досхи, Тореаты, Обидиакены, Аррехи (ираноязычные и адыгоязычные)
- Скифы (иранский язык)
- Сарматия (иранский язык)
- Караимы (еврейский язык)
- Валахи
- Готы (германский язык, Черняховская культура)
- Гунны (тюркский язык)
- Западно-тюркский каганат (тюркский язык)
- Хазарский каганат,Хазары (тюркский язык)
- Великая Болгария
- Бродники
- Монгольская империя (Среднемонгольский язык)
- Золотая Орда
- Мамай
- Крымское ханство (тюркский язык)
  - Джамбайлук (Ногайская орда — Джамбайлукская орда) (тюркский язык)
  - Едишкуль (Ногайская орда — Едичкульская орда) (тюркский язык)
  - Едисан (Ногайская орда — Едисаенская орда) (тюркский язык)
  - Буджак (Османская империя) (тюркские языки)
    - Силистра (османская провинция)
- Османская империя (тюркский язык)(Крым (1475—1774))
- Российская империя (русский язык)

- Крым
  - Боспорское царство (греческий язык)
  - Генуэзская республика (романский язык)
  - Феодоро (греческий и тюркский языки
  - Римская империя (латинский язык)
  - Византийская империя (латинский и греческий языки)
  - Административное деление Османской империи
  - Владения Османской империи
- Россия
  - Северные архонтства
  - Российская империя
  - Территориально-политическая экспансия России
  - Новороссия
  - Крымская Народная Республика
  - Молдавская Демократическая Республика
  - Донецко-Криворожская советская республика
  - Одесская Советская Республика
  - Румчерод
  - Советская Социалистическая Республика Тавриды
  - СССР
- Украина
- Румыния

### Список языков Северного причерноморья
- адыгейский ( — Меоты)
- иранский ( — Меоты)
  - осетинский (сарматский)
- греческий ( — греки)
  - понтийский ( — греки)
- готский
  - крымскоготский
- славянский
  - восточнославянский
    - русский
    - украинский
    - белорусский
- тюркский
  - огузский
  - кыпчаксий (половецкий)
    - крымскотатарский
    - крымчакский
    - караимский
- армянский
- семитские (еврейский)
  - иврит
  - ашкенназский (германский)
    - идиш

## Исторические народности Северного Причерноморья

Греческая диаспора

В древности населено киммерийцами, скифами, меотами, сарматами. В античные времена сюда прибыли греки и отчасти римляне.
В Средние века захватывалось готами, гуннами, аланами, аварами, булгарами, хазарами, печенегами, половцами, монголами. Существовали поселения итальянцев, крымских готов, византийцев (греков-урумов). Позднее усиливается тюркское и исламское влияние — регион входит в состав Крымского ханства — вассала Османской империи. Основное население в период XIV—XIX веков — крымские татары, ногаи и турки(османы).
После включения в состав Российской империи при Екатерине Второй ногаи и турки переселились в основном в пределы Османской империи. Свободные степные земли были заселены выходцами из центральных областей Великороссии, из правобережной и левобережной Малороссии, а также иностранными колонистами, среди которых преобладали немцы, евреи, греки и болгары.

## Современная история
С конца XVIII века в результате завоеваний Российской империи большая часть Северного Причерноморья составляло Новороссийский край и заселяется русскими и украинцами, отчасти евреями, румынами, болгарами, цыганами, сербами. Доминирующим в Северном Причерноморье является русский язык, а также государственные и региональные языки.

## Фотогалерея

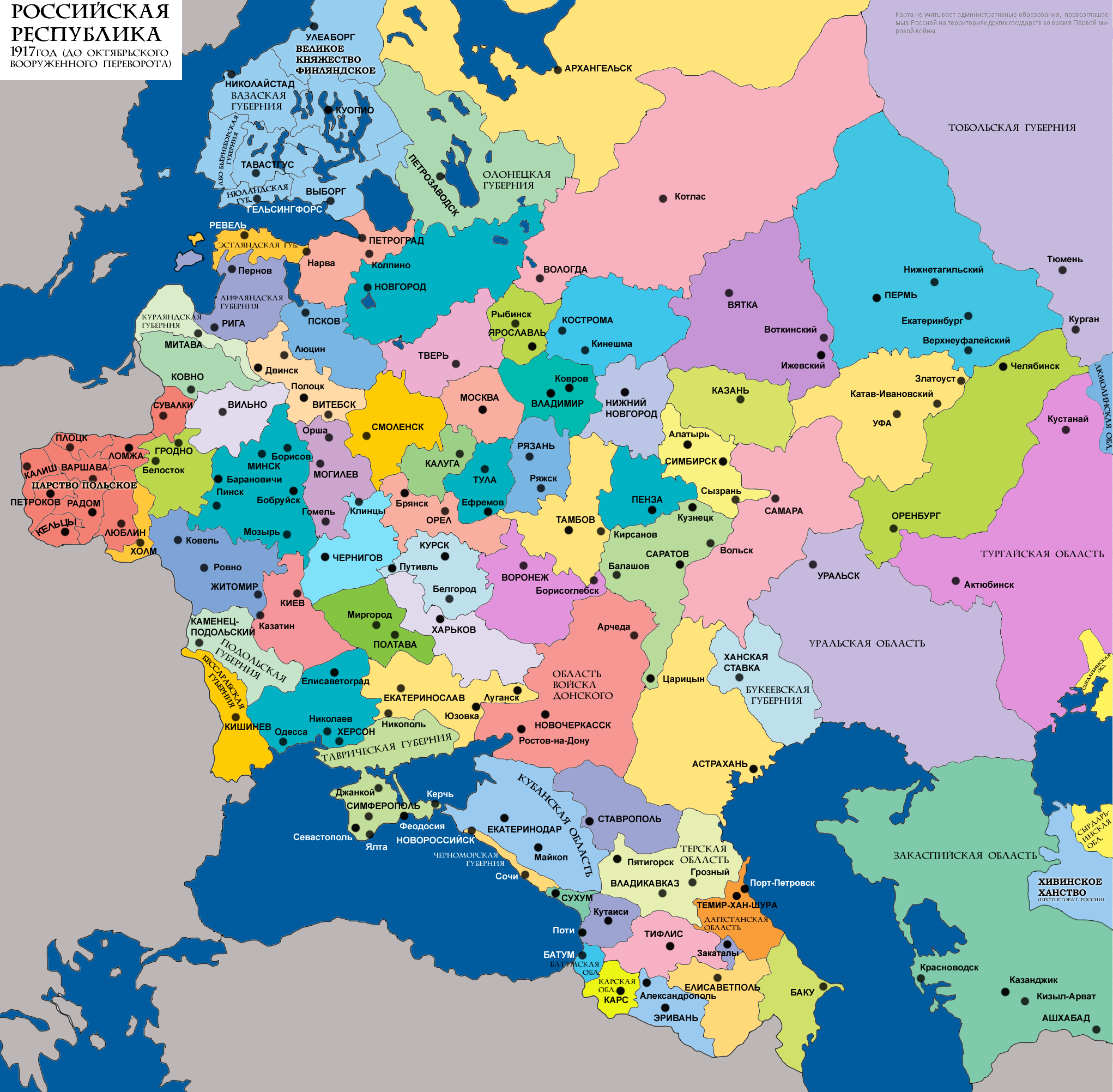
Губернии России 1917 год
В составе Крымского Ханства
В составе Боспорского царства
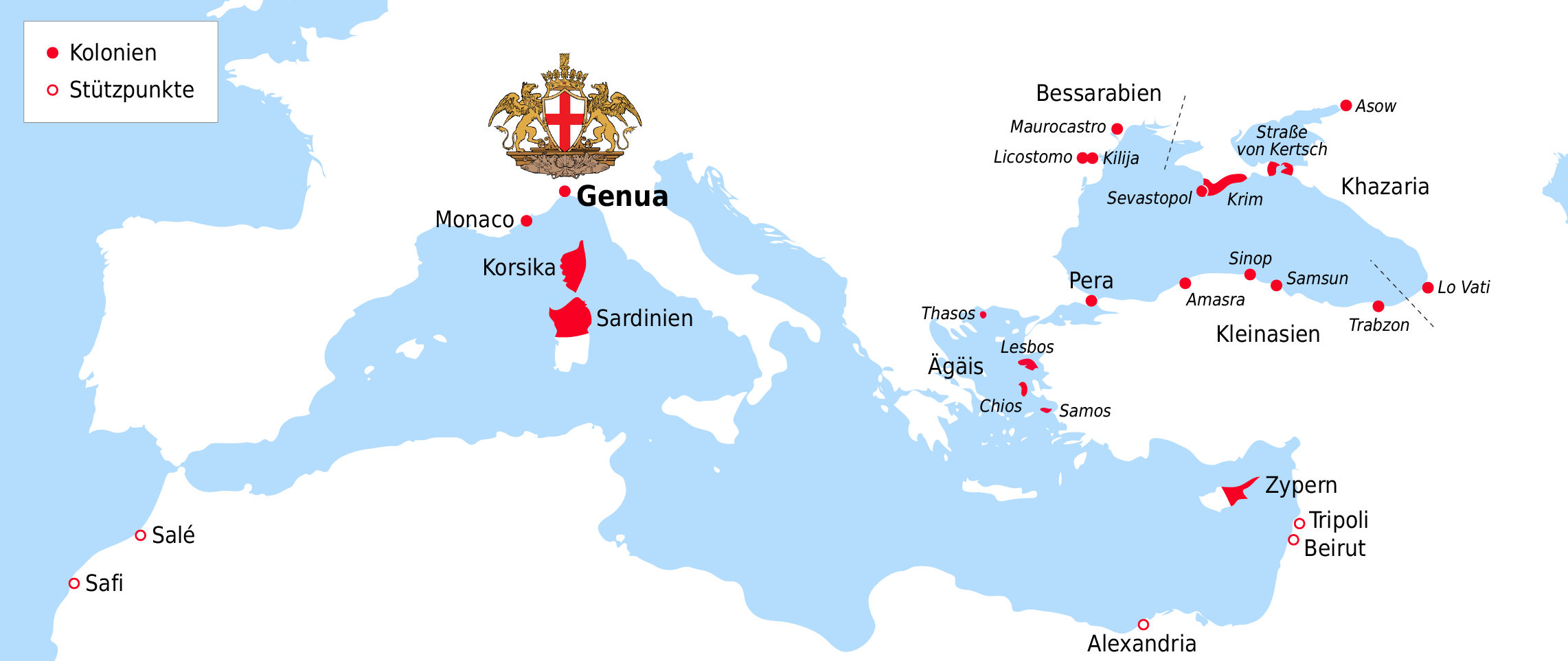
Генуэзские колонии
Середина XV века
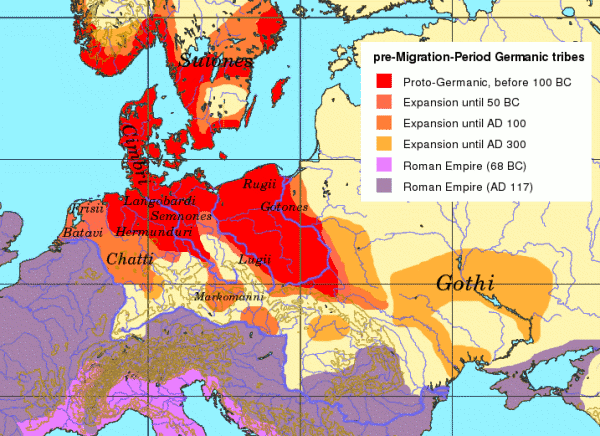
Готы
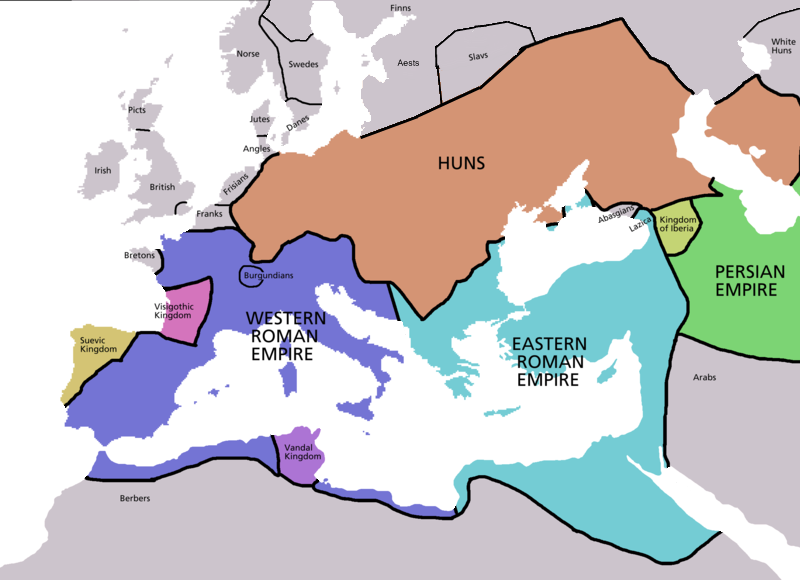
Гунны
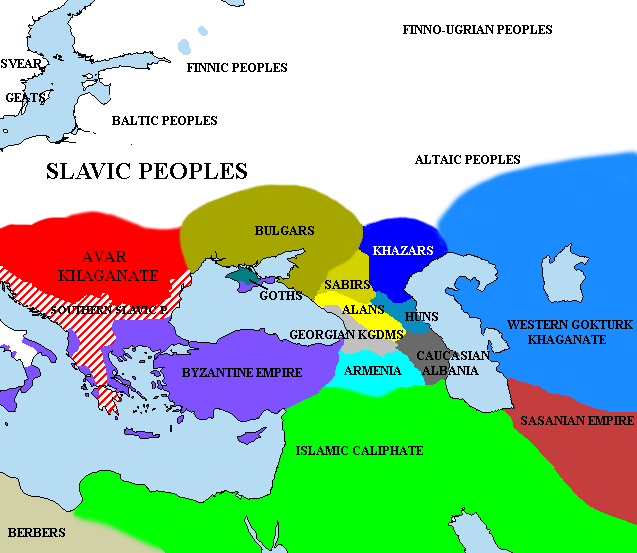
Византийская империя Аварский каганат
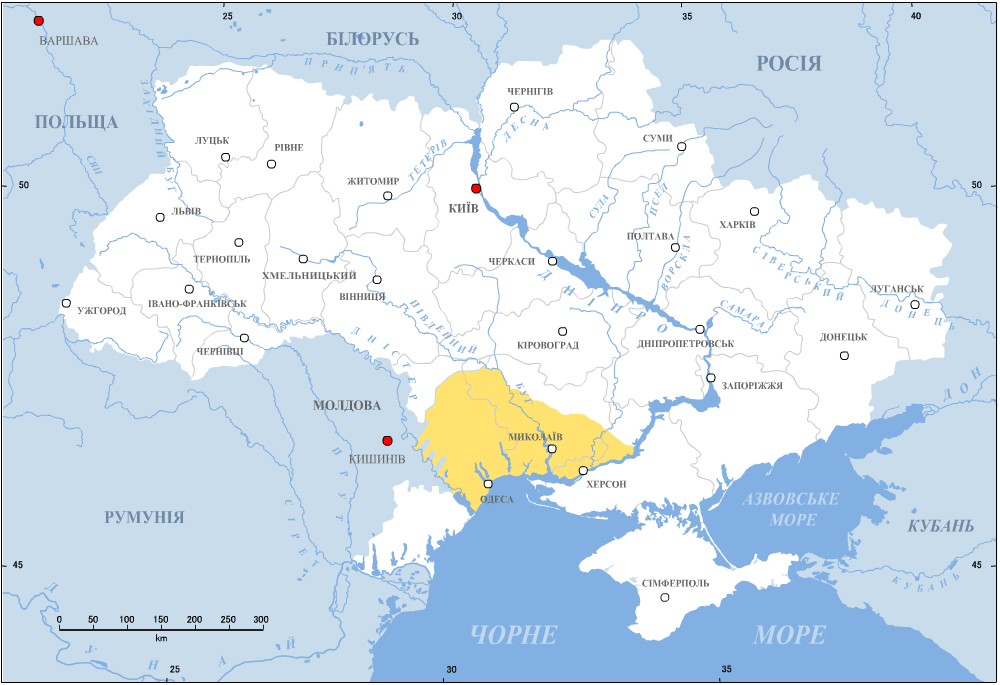
Территория Едисана XVIII век
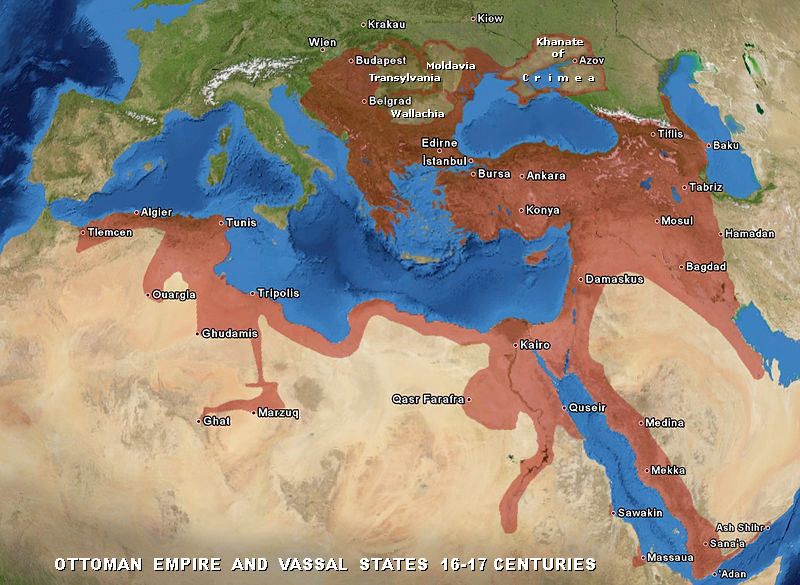
Османская империя XVI-XVII века
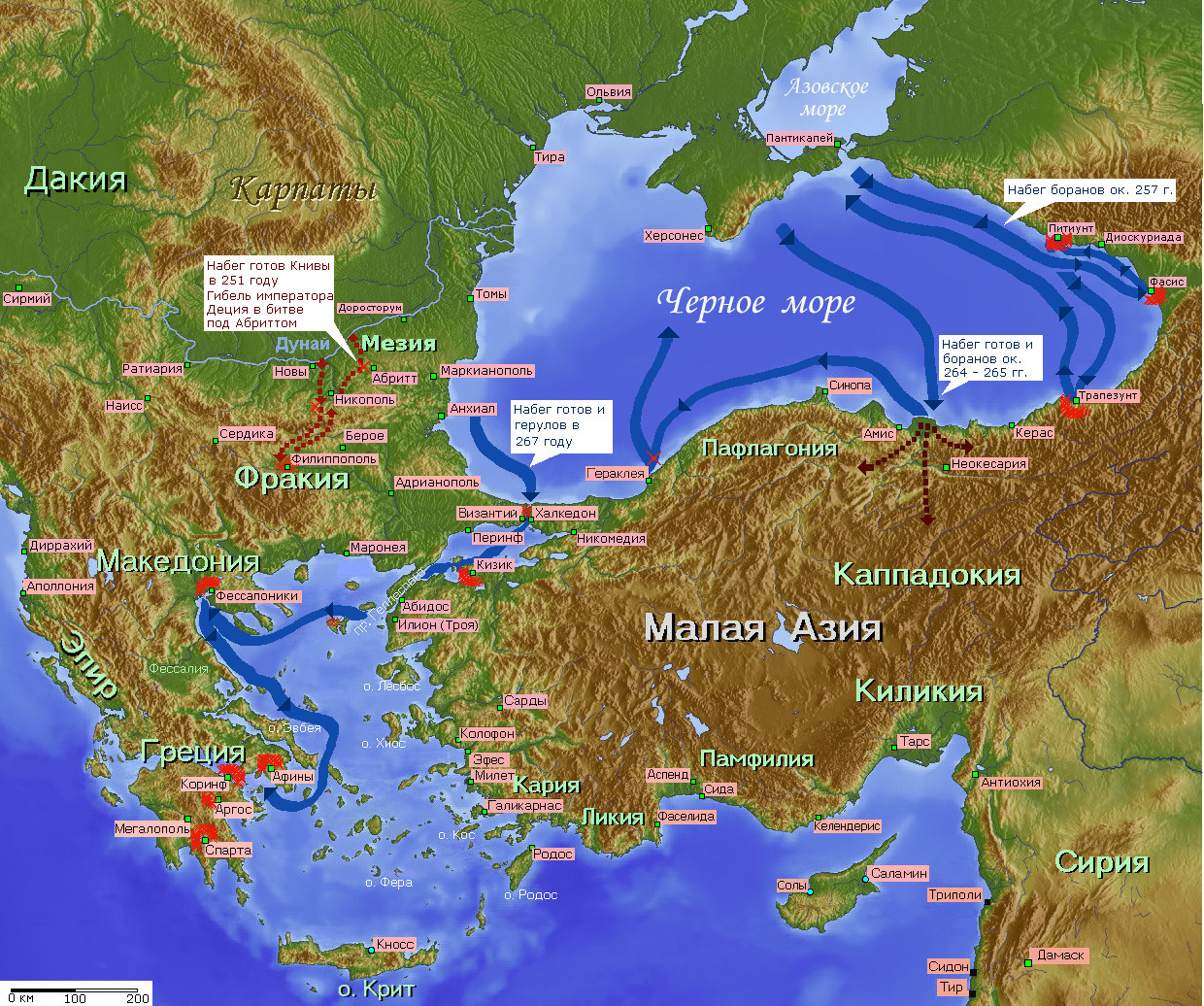
Готы, Скифская война III века
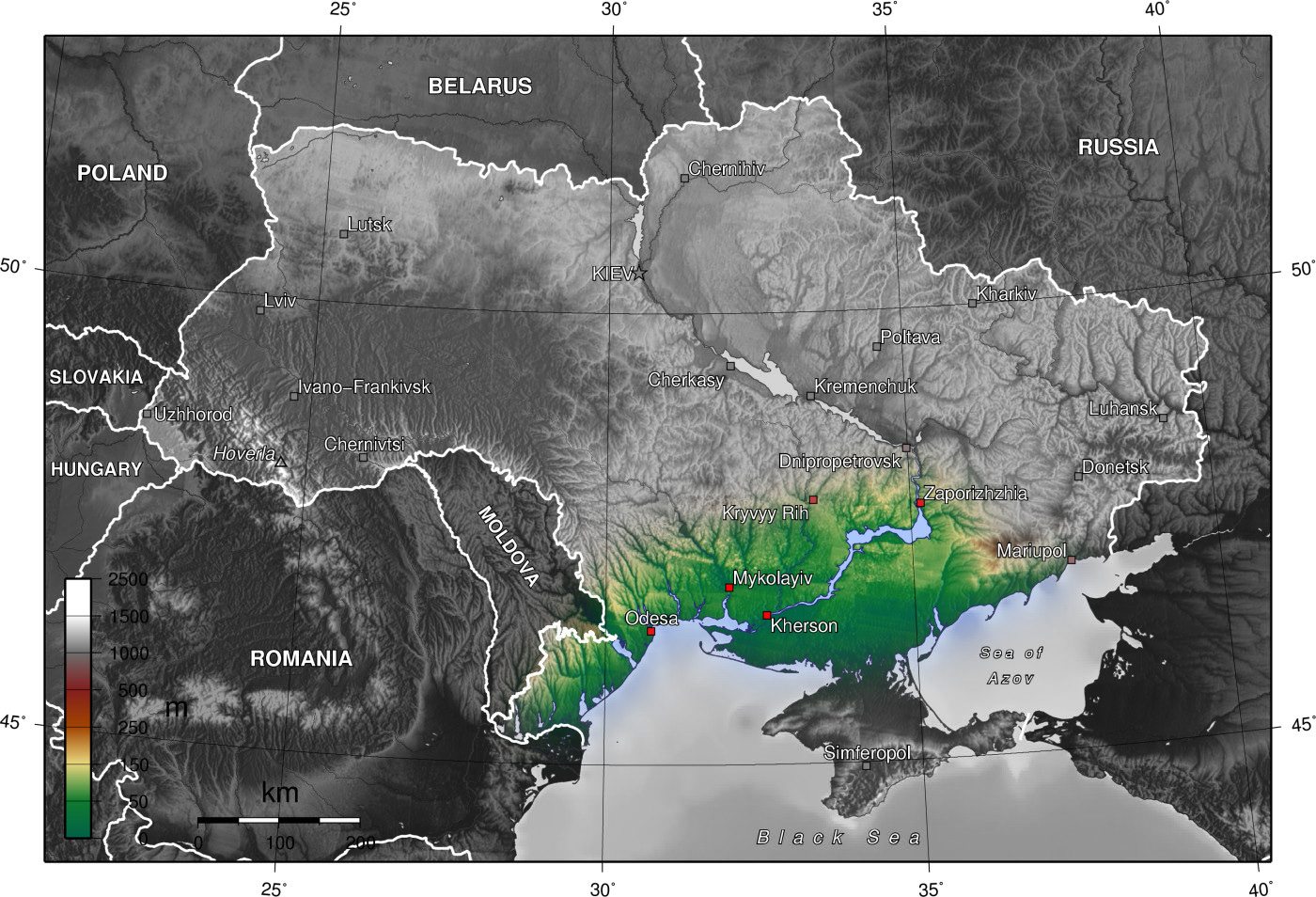
Причерноморская низменность
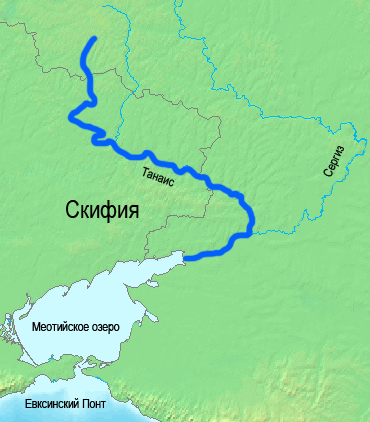
Азовское море
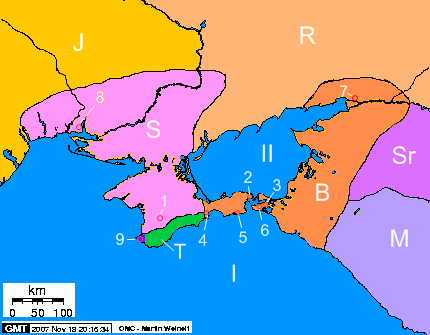
Сарматы